# Тамилакам

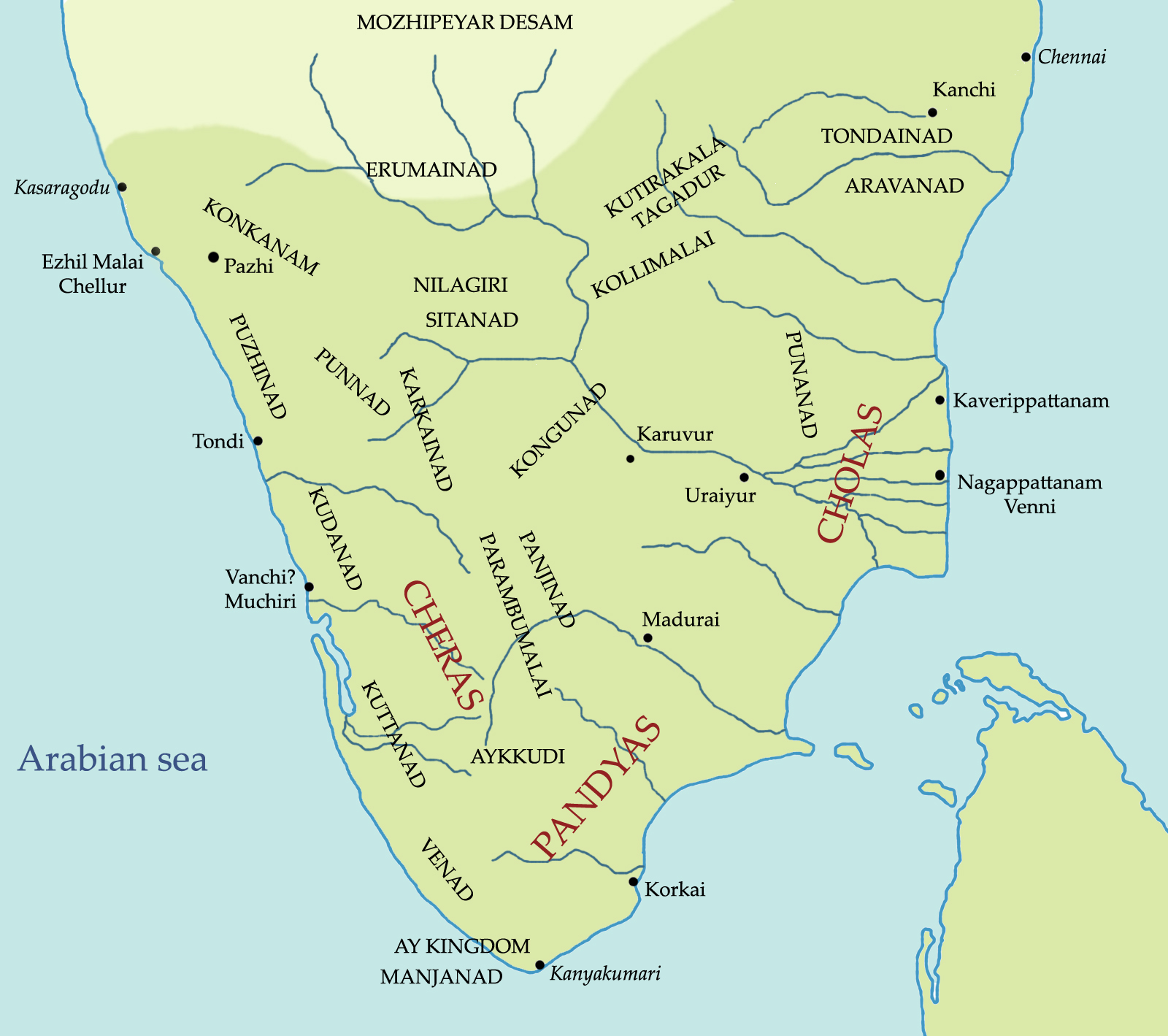
Тамилакам в эпоху Сангам.

Тамилакам (там. தமிழகம்) — географический регион, заселённый древними тамилами. В его состав входили нынешние индийские штаты Тамилнад, Керала, Пондичерри, Лакшадвип и южные части штатов Андхра-Прадеш и Карнатака. Согласно традиционным повествованиям и «Толкаппияму», представлял собой обособленную культурную область, в которой были распространены как тамильский язык, так и культура всего народа. В древнем тамильском регионе существовали влиятельные династии, в число которых входили Чера, Чола, Пандья и Паллавы. Данные раскопок, проведённых в Тамилнаде и Керале, «ставят под вопрос, кажется, точку зрения о существовании обособленной культурной области». В эпоху Сангам культура тамилов начала распространяться за пределы Тамилакама. Древние тамильские поселения также обнаружены на Шри-Ланке (Ланкийские тамилы) и на Мальдивах (Гиравару).

## Этимология
«Тамилакам» — термин, состоящий из тамильских слова «тамил» и суффикса «акам». Приблизительный его перевод — «Родина тамилов». По данным Камила Звелебила, термин представляет собой старейший употребляющийся в отношении места проживания тамилов на Индийском субконтиненте. В географическом сочинении «Перипл Эритрейского моря» назван Дамирикой.
В настоящее время слово «Тамилакам» является синоним наименования штата Тамилнад.

## Территория и географические границы

### Территория в классическую эпоху
В написанной во II или I веках до н. э. тамильской хронике «Толкаппиям», представляющей собой трактат по грамматике языка и наиболее раннее известное из дошедших до наших дней произведение, посвящённое тамильской литературе, несколько раз встречается упоминание термина сентамил нилам, в переводе означающего «земля благородных тамилов». По данным «Толкаппияма», границы Тамилакама простирались от горы Венкаты на севере до Канниякумари на юге. Автор «Толкаппияма» Толкаппияр не упоминает о проживании тамилов на острове Шри-Ланке.
В «Толкаппияме», в эту эпоху существования древнего Тамилакама, отсутствовали различия между языками малаялам и тамильским; наконец, малаялам не представлял собой обособленный язык, несмотря на то, что тамильский язык получил широкое распространение от Восточного моря до моря Западного.

### Династии Тамилакама
Приблизительно в 350 году до нашей эры — 200 году нашей эры у власти в Тамилакаме находились 3 династии: Чола, Пандья, Чера. Действовал также ряд независимых вождей — велиров. В период существования в северной части Индии империи Маурьев (около IV—III веков до нашей эры) государства Чера, Пандья и Чола на западном побережье Тамилакама находились в поздней эпохе культуры мегалитов. Наиболее ранние известные упоминания тамильских династий содержатся в надписях времён империи Маурьев, датированных III веком до нашей эры.
Ряд частей юга Индии находился в руках Пандья вплоть до начала XVII века. Центральная часть её государства находилась в плодородной долине реки Вайгай. Первоначально столица располагалась в Коркае — морском порту на южной оконечности полуострова Индостана, позже — в Мадурае. До наступления эпохи Сангам в III веке до нашей эры и вплоть до XIII века в центральной части Тамилакама у власти находилась династия Чола. Центральная часть её государства располагалась в плодородной долине реки Кавери. До наступления эпохи Сангам в III веке до нашей эры и вплоть до XII века на территории нынешних штатов Тамилнада и Кералы распространялась власть династии Чера.
В начальный период истории южной части Индии в Тамилакаме действовали династии местных князьков и вожди аристократических кровей, именовавшиеся «велирами» (там. வேளிர்).

### Территории Тамилакама
На территории Тамилакама находились политические регионы, именовавшиеся термином Перунаду, в переводе означающем «великая страна».
В число трёх важнейших политических регионов входили Черанаду, Чоланаду и Пандьянаду. Наряду с ними, существовали ещё 2 политических региона — Атияманнаду (Сатьяпута) и Тамирабхаранинаду (в то время Панди), впоследствии вошедших в состав государства Чера соответственно. Пандьянаду же отошёл к нему к III веку до нашей эры. К VI веку нашей эры власть Чоланаду распространилась и на Тондайнаду, позже превратившийся в независимое государство Паллаванаду.
Итак, в состав Тамилакама и Перунаду вошли 12 социогеорафических регионов, или наду, то есть территорий, в каждой из которой был распространён собственный диалект тамильского языка:
- Денпандинаду
- Панринаду
- Куданаду
- Пуналнаду
- Колатунаду[англ.]
- Венад[англ.]
- Тондайнаду[англ.]
- Какканад[англ.][20]
- Куттанад[англ.]
- Арувавадаталайнаду
- Сиданаду
- Малайнаду[21]

### Территории за пределами Тамилакама
Также в тамильской литературе упоминается ряд наду, не входивших в состав Тамилакама, однако в древности принимавшие участие в торговле с ним:
Тамильские земли:
- Иланаду[англ.][22]
- Наганаду[там.], или Яжкутанаду (полуостров Джафна)[23]
- Ваннинаду[23]

Другие:
- Венгинаду[там.][24]
- Чаваканаду (Ява)[25]
- Кадаранаду (Кедах)[25]
- Калинганаду[25]
- Сингхаланаду[англ.][25]
- Тулунаду (земля народа тулу[индон.])[26]
- Вадугунаду[25]
- Каннаданаду (земля народа каннада)[25]
- Эрумайнаду[25]
- Телунканаду[25] (земля народа телугу)
- Колланаду[25]
- Ванканаду[25]
- Магадханаду[25]
- Кушаланаду[англ.][25]
- Конкананаду[25]
- Кампочанаду (Камбоджа)[25]
- Палантивунаду (Мальдивы)[25]
- Купаканаду[25]
- Мараттханаду[25]
- Ватуканаду[25]
- Тинмаитиву (Андаманские и Никобарские острова)[27]

## Культура

### Культурное единство
Тапар указывает на существование лингва франка дравидийской группы: «Ашока в своём посвящении называет жителей юга Индии чолами, черами, пандьями и сатьяпутрами — котлом культуры Тамилакама — именно таким образом потому, что положение господствующего языка дравидийской группы в то время занимал тамильский».
В то же время, согласно Абрахам, «данные, полученные в ходе раскопок и свидетельствующие о протоистории Кералы и Тамилнада, трактуются неоднозначно и, более того, ставят под вопрос, кажется, самую идею о существовании обособленного культурного региона».

### Культурное влияние
После вступления южной части Индии в эпоху протоистории и возникновения там в III веке до нашей эры трёх тамильских династий распространение тамильской культуры начало происходить за пределами Тамилакама. В III веке до нашей эры на острове Шри-Ланке высадились первые тамильские поселенцы. Аннайкоддайские отпечатки, датированные III веком до нашей эры, содержат двуязычную надпись на тамильском брахми. В результате раскопок, проведённых в районе Тиссамахарамы, в южной части Шри-Ланки, были обнаружены монеты местного производства, датированные II веком до нашей эры — II веком нашей эры, на ряде которых выгравированы здешние тамильские личные имена, написанные древнетамильскими буквами, дающие основание предполагать о наличии местных тамильских купцов, принимавших активное участие в торговле вдоль южного побережья Шри-Ланки к моменту начала поздней античности. Около 237 года до нашей эры «два искателя приключений с юга Индии» основали первое тамильское поселение на Шри-Ланке. В 145 году до нашей эры военачальник из династии Чола, или принц, по имени Эллалан, период царствования которого составил 44 года, захватил власть в Анурадхапуре. Впоследствии против него начал военные действия сингалец Дутугамуну, разгромивший его и занявший престол.

## Религия
Как минимум с начала II века до нашей эры в тамильском регионе получили распространение джайнизм, буддизм и индуизм.

## Шри-ланкийские наги
...ряд учёных [...] считает [...], что якши и наги в протоистории впервые появились в 1000 году до нашей эры.
Согласно палийской эпической поэме «Махавамса», к моменту высадки принца Виджайи на острове в 500 году до нашей эры на нём обитали якши и наги. По данным Маногарана, ряд учёных «считает якш и нагов племенами шри-ланкийских аборигенов». Холт приходит к выводу, что они представляли собой не тамильцев, а определённую группу. Другие же учёные считают нагов тамильским племенем в связи с распространением у них поклонения змеям, являвшемся обычаем дравидов. Исполнение данного обычая нагов до сих пор происходит при отправлении индуистского религиозного культа у ланкийских тамилов.
В написанной во II веке нашей эры тамильской эпической поэме «Манимекалай» рассказывается о процветающей Наганаду, или земле нагов, и о «великом короле нагов Валайванане и его жене королеве Ваччхамайилае, управлявшими процветающей Наганаду с особым изыском». Согласно «Манимекалаю», в этом регионе распространены богатые традиции дравидов-буддистов.

## Комментарии
1. ↑  Тапар указывает на существование лингва франка дравидийской группы: «Ашока в своём посвящении называет жителей юга Индии чолами, черами, пандьями и сатьяпутрами — котлом культуры Тамилакама — именно таким образом потому, что положение господствующего языка дравидийской группы в то время занимал тамильский» (Thapar, 2004, p. 229).
2. ↑  См., к примеру, работу: Kanakasabhai, 2010, p. 10.
3. ↑  Различные современные источники также ссылаются на «Толкаппиям» и определяют историческими границами Тамилакама гору Венкату на севере и Канниякумари на юге. Другие источники упоминают частично отличающиеся границы или употребляют иные формулировки. См, например: Kanakasabhai, 2010, p. 10; Abraham, 2003; Sakkottai Aiyangar, 1931, p. 6; Rajayyan, 2015, p. 9; Smith, 1999, p. 438; Hanumanthan, 1979; Srinivasa Aiyangar, 2017, p. 9; Ramaswamy, 1997, p. 89; Ramaswamy, 2007, p. 39; Shu Hirosaka. Buddhism in Tamilnadu: A New Perspective. — Madras: Institute of Asian Studies, 1989. — P. 3. — 254 p.; T. R. Sesha Iyengar. Dravidian India. — Reprint. Originally published: Madras, 1925.. — New Delhi: Asian Educational Services. — P. 55. — 254 p.; A handbook of Kerala / T. Madhava Menon. — Thiruvananthapuram: International School of Dravidian Linguistics, 2000. — Vol. 1. — P. 87. — ISBN 8185692270; (англ.) // Journal of Tamil Studies. — Tamil Nadu: International Institute of Tamil Studies, 1996. — Iss. 49-50. — P. 191. — ISSN 0022-4855; K. K. Pillay. South India and Ceylon. — Madras: University of Madras, 1963. — P. 40. — 200 p.; M. R. Iyengar. Some aspects of Kerala and Tamil literature. — Trivandrum: Department of Publications, University of Kerala, 1973. — P. 13. — 178 p.; S. K. R. Rao, S. Krishna. The hill-shrine of Veṅgaḍam: art, architecture and āgama of Tirumala temple. — Bangalore: Kalpatharu Research Academy, 1993. — P. 14. — 320 p.; J. H. Dave. Immortal India. — Ghaupatty, Bombay: Bharatiya Vidya Bhavan, 1959. — Vol. 1. — P. 173. — 232 p.; Kamil Zvelebil. The Earliest Account of the Tamil Academies (англ.) // Indo-Iranian Journal : Leiden. — Brill Academic Publishers, 1973. — Vol. 15, iss. 1-3, no. 2. — P. 111. — ISSN 0019-7246; T. V. Mahalingam. Early South Indian paleography. — Madras: University of Madras, 1967. — P. 114. — 341 p.; Simon Casie Chitty. Chapter 1. Origin and Country of the Tamils // Castes, Customs, Manners and Literature of the Tamils. — New Delhi: Asian Educational Services, 1992. — P. 3. — 148 p. — ISBN 8120604091; Vipul Singh. The Pearson Indian History Manual: For The UPSC Civil Services Preliminary Examinations. — London, UK: Pearson Education, 2007. — P. 147. — 752 p. — ISBN 8131717534; K.A. N. Sastri. Sangam literature: its cults and cultures. — Madras: Swathi Publishers, 1972. — P. 13. — 98 p.; R. K.S. Sastri. The Tamils: The People, Their History and Culture. — Toronto: Indigo Books, 2005. — P. 3. — ISBN 8129201127; S.S. Shashi. Encyclopaedia Indica: India, Pakistan, Bangladesh. — New Delhi: Anmol Publication Private Limited, 1996. — Vol. 100. — P. 6. — ISBN 8170418593; K.R. Subramanian. The Origin of Saivism and its History in the Tamil Land. — New Delhi: Asian Educational Services, 2002. — P. 16. — 88 p. — ISBN 8120601440; M. E. M. Pillai. Culture of the ancient Cheras : a study in cultural reconstruction. — Kovilpatti: Manjula Publications, 1970. — P. 16. — 300 p.; M. A. D. Rangaswamy. Surnames of the Cankam Age : Literary and Tribal. — Madras: University of Madras, 1968. — P. 95.; P. C. Alexander. Buddhism in Kerala Архивная копия от 9 мая 2016 на Wayback Machine. — Annamalainagar: The Registrar, Annamalai University, 1949. — P. 2. — (Annamalai University Historical Series); K. Meenakshi. Tolkappiyam and Astadhyayi. — Chennai: International Institute of Tamil Studies, 1997. — P. 7. — 501 p.; The New Encyclopædia Britannica: Macropædia. — Chicago: Encyclopædia Britannica, Inc., 1992. — Vol. 21. — P. 45. — ISBN 9780852295533; M. S. P. Pillai. A Primer Of Tamil Literature. — Charleston: Nabu Press, 2011. — P. 6. — 236 p. — ISBN 1245246348; Ahmad Aijazuddin. Geography of the South Asian Subcontinent: Critical Approach: A Critical Approach. — Delhi: Concept Publishing Company, 2009. — P. 88. — 248 p. — ISBN 8180695689.
4. ↑  По данным А. Раджайяна, вполне вероятно, что Толкаппияр и Сикандар «не имели сведений о проживании тамилов на острове Ланке» (Rajayyan, 2015).
5. ↑  Отряд археологов из университета Джафны под руководством К. Индрапалы откопал мегалитический могильник в районе Аннайкодая, входящего в состав округа Джафны Шри-Ланки. В одной из могил археологи обнаружили металлическое уплотнение, датированное примерно III веком до нашей эры (Mahadevan, 2002).
6. ↑  Маногран замечает по этому поводу: «…среди историков существует общее согласие касаемо того, что сингальские поселения появились на острове за несколько веков до тамильских» (Manogaran 1987, p. 21-22). И дальше: «…мы можем только предполагать, что к моменту начала заселения сингальцами острова на нём обитали предки современных тамилов» (Manogaran 1987, p. 22).
7. ↑  Джон Холт пишет, что «в древних шри-ланкийских летописях, как и в древних тамильских рукописях, наги представляют собой определённую группу» (Holt, 2011, p. 73). И дальше: «введение в оборот тамильского языка способствовало поглощению нагов крупной здешней этнической группой» (Holt, 2011, p. 74).
8. ↑  Согласно «Манимекалаю», их дочь принцесса Пилливалай имела на острове Найнативу[там.] интимную связь с древним правителем из династии Чола Килливалаваном[англ.]. «Манимекалай» представляет собой единственный источник данной информации; в других источниках Килливалаван не упоминается. В ходе внебрачной связи родился принц Тондай Илам Тирайяр, возможно, основатель династии Паллавов, находившейся у власти в Тондайнаду вплоть до IX века (Indrapala, 1969; 14 и 24 главы эпической поэмы «Манимекалай». См. также: Dr. Siva Thiagarajah. The people and cultures of prehistoric Sri Lanka — Part One. THE KANTARODAI PERIOD OF ANCIENT JAFFNA 1000 BCE — 500 CE (англ.). srilankaguardian.org (7 августа 2010). Дата обращения: 23 июля 2017. Архивировано 5 июля 2013 года.).